# Can Clapés (Tiana)
Can Clapés era una casa noucentista de Tiana (Maresme).

## Descripció
Era un edifici civil format per una planta baixa i tres pisos; el superior, estava format per dos cossos perpendiculars que formaven una creu que estava coberta per una teulada. Als cantons que quedaven lliures, entre els pals de la creu, s'havien aprofitat per fer petites terrasses. Destacaven els elements neoclàssics que s'utilitzaven a la composició: trenca aigües als damunt de totes les finestres, i balustrades que sobresortien especialment a la façana, a l'escalinata que conduïa de la planta baixa al primer pis i a la gran balconada del segon, que a la seva part central presentava una tribuna, que junt amb la balconada era suportada per dues columnes d'estil clàssic corinti. L'entrada principal era una gran porta d'arc de mig punt flanquejada per l'escalinata.Envoltada d'un ampli jardí, amb una zona amb pins, una de til·lers i una de més diàfana amb alguna olivera.
Va ser enderrocada a principis del segle XXI i actualment en el mateix emplaçament hi ha un bloc de pisos amb un supermercat.